# خبرنگار خارجی
خبرنگار خارجی (به انگلیسی: Foreign Correspondent) فیلمی در ژانر ماجراجویی، معمایی، عاشقانه، دلهره آور به کارگردانی آلفرد هیچکاک محصول سال ۱۹۴۰ است. بازیگرانی مثل جوئل مکری و لارین دی در این فیلم بازی کرده‌اند.

## خلاصه داستان
در آستانه آغاز جنگ جهانی دوم، یک گزارشگر جوان آمریکایی تلاش می‌کند مأمور دشمن در لندن را لو دهد…

## بازیگران
- جوئل مک‌کری
- لارین دی
- هربرت مارشال
- جرج سندرز
- آلبرت باسرمن
- رابرت بنچلی
- ادموند گون
- ادواردو چانلی
- هری دونپورت
- مارتین کوسلک
- جین نواک
- فرانسون کارسون
- ایان ولف
- چارلز واگنهایم
- ادوارد کونراد
- چارلز هالتون
- باربارا پپر
- اموری پارنل
- روی گوردون
- گرتروده هوفمان
- مارتن لامونت
- بری برنارد
- هولمز هربرت
- لئونارد مودی
- جان بارتون
- کرافورد کنت
- جوآن لزلی (نامش در عنوان‌بندی فیلم نیامده)
- جیمز فینلیسون (نامش در عنوان‌بندی فیلم نیامده)

## جوایز
این فیلم کاندیدای ۶ اسکار (کاندیدای اسکار بهترین جلوه‌های ویژه-کاندیدای اسکار بهترین طراحی هنری-کاندیدای اسکار بهترین فیلمبرداری-کاندیدای اسکار بهترین فیلمنامه غیر اقتباسی-کاندیدای اسکار بهترین بازیگر نقش مکمل مرد-کاندیدای اسکار بهترین فیلم) در سال ۱۹۴۱ شد.